# Pseudoperichaeta nigrolineata
Pseudoperichaeta nigrolineata là một loài ruồi trong họ Tachinidae.